# Isla de Cañas
Isla de Cañas é um município da província de Salta, na Argentina.